# 김현영 (희극인)
김현영(1968년 7월 29일 ~ )은 대한민국의 희극 배우이다. 1990년 KBS 한국방송공사 공채 6기 개그우먼으로 데뷔하였다.

## 학력
- 선정고등학교
- 성균관대학교

## 방송
- 2009년 11월 6일 KBS1 《TV는 사랑을 싣고》
- 2019년 11월 4일 KBS1 《아침마당》